# The Thrilling Adventure Hour

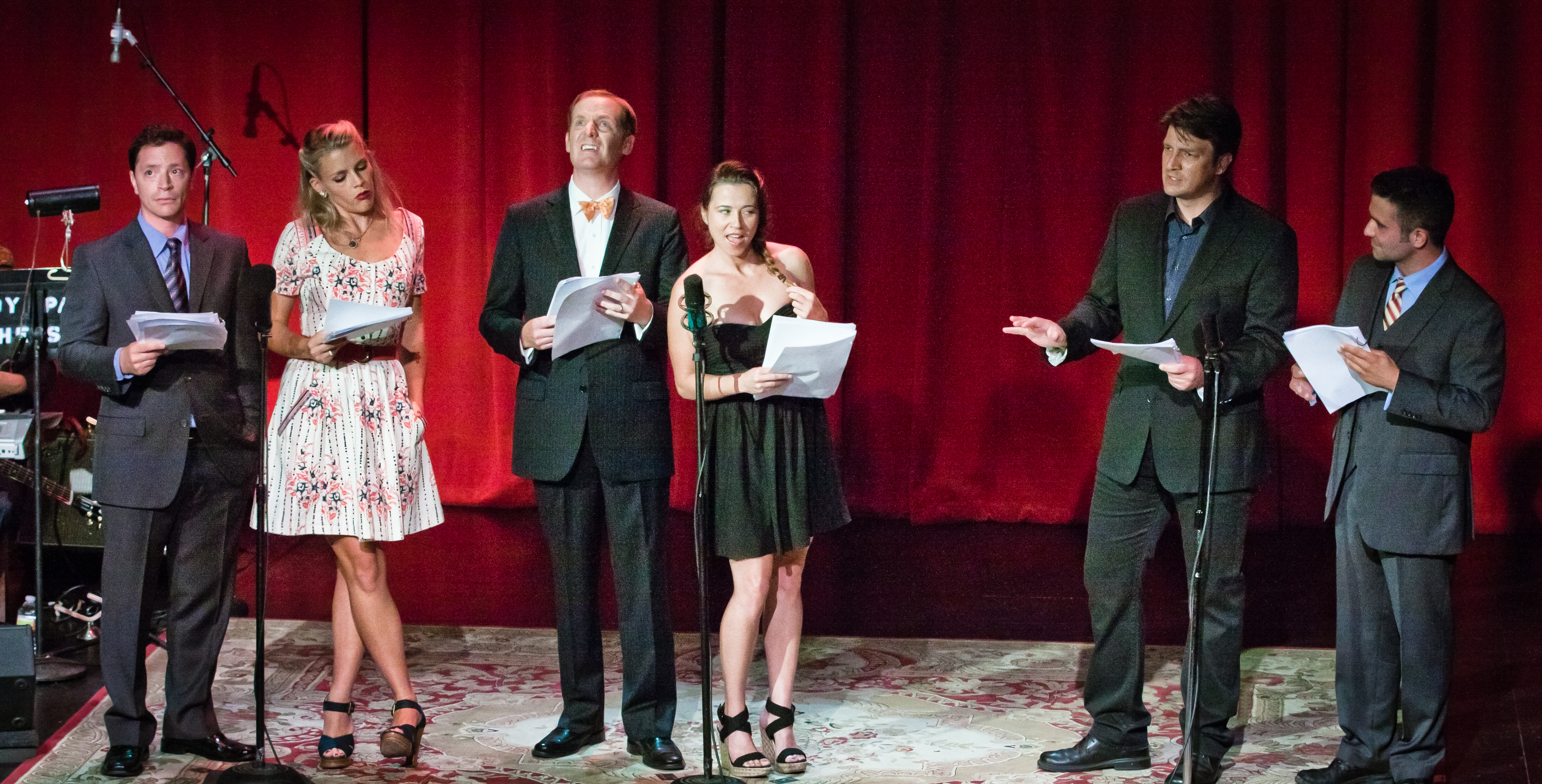
The Thrilling Adventure Hour (en août 2011). De gauche à droite : Joshua Malina, Busy Philipps, Marc Evan Jackson, Linda Cardellini, Nathan Fillion, Mark Gagliardi.

The Thrilling Adventure Hour est une production théâtrale reprenant les codes des anciennes émissions radiophoniques, présentée environ une fois par mois au Coronet Theatre à Los Angeles. Cette production théâtrale radiophonique existe depuis 2005. Le spectacle est également enregistré puis découpé et diffusé en podcasts. 
Chaque spectacle comprend trois segments d'histoires différentes, mais aussi des chansons et des publicités pour des sponsors imaginaires. Les scénarios sont écrits par Ben Acker et Ben Blacker, et chaque spectacle se déroule sous la direction d'Aaron Ginsburg. Cette production s'accompagne aussi d'un petit orchestre dirigé par Andy Paley. Les principales têtes d'affiche sont Paul F. Tompkins, Paget Brewster, Marc Evan Jackson, Mark Gagliardi et Autumn Reeser.

## Formation
En 2005, les scénaristes Ben Acker et Ben Blacker, qui ont travaillé notamment sur la série télévisée Supernatural ou pour le comics Thunderbolts, décident de créer un dessin animé pour la chaîne Nickelodeon, intitulé Sparks Nevada, Marshal on Mars. Lors d'une lecture du script avec quelques amis acteurs, ils décident de leur faire lire cette histoire devant un public, comme s'il s'agissait d'une émission radiophonique à l'ancienne.

C'est le début de The Thrilling Adventure and Supernatural Suspense Hour (le titre sera raccourci lorsque le spectacle déménagera quelques années plus tard) qui s'installe au M Bar, à Hollywood, Los Angeles. À cette époque, les spectacles sont enregistrés mais pas diffusés. La scène est étroite, et les interruptions sont fréquentes. Le groupe d'acteurs, appelés les "WorkJuice Players", est composé de Paul F. Tompkins, Paget Brewster, Marc Evan Jackson, Mark Gagliardi, et Dave (Gruber) Allen.
Au fur et à mesure des épisodes, des professionnels rejoignent le groupe. Le compositeur Eban Schletter invente une chanson pour présenter Sparks Nevada, Marshal on Mars, puis finit par l'enregistrer pour que cette chanson devienne l'introduction du segment. Andy Paley et son orchestre les rejoint également, puisque Acker & Blacker créent différentes chansons et musiques pour accompagner le spectacle. Quelques acteurs, comme Samm Levine, Danny Strong, John DiMaggio, puis James Urbaniak, John Ennis et Autumn Reeser se rajoutent à la troupe.
Le 21 décembre 2009, la troupe annonce à ses spectateurs qu'elle déménage au Largo at the Coronet (anciennement Coronet Theatre (en)) Los Angeles. Ce théâtre est déjà connu pour organiser des spectacles comme The Paul F. Tompkins Show ; la scène est également beaucoup plus grande et confortable, et la salle compte 250 sièges. La représentation finale de The Thrilling Adventure and Supernatural Suspense Hour au M Bar se tient en janvier 2010, et en mars 2010, The Thrilling Adventure Hour fait ses débuts sur la scène du Coronet Theatre.
En janvier 2011, l'équipe commence à diffuser en podcast quelques anciens épisodes enregistrés au M Bar. À cette époque, leur notoriété grandissante leur permet de se présenter au festival Sketchfest (en) de San Francisco. Enfin, depuis octobre 2011, leur podcast est diffusé par l'intermédiaire de leur partenaire Nerdist Industries.

## Segments
Chaque représentation de The Thrilling Adventure Hour est unique. Les représentations se divisent généralement en trois segments, entrecoupées d'annonces publicitaires fictives ou de chansons (celle-ci ne sont en général pas diffusées dans le podcast). Les segments sont des histoires sérialisées avec des personnages centraux qui ne changent pas (les acteurs incarnant les personnages peuvent changer, mais cela est rare) et d'autres personnages plus éphémères, en général incarnés par des guest-stars. Chaque segment existe dans un univers particulier, et les histoires ne se croisent pas (sauf en cas de crossover).

La plupart des représentations commencent par le segment Sparks Nevada, et finissent par Beyond Belief. Le segment du milieu est différent à chaque fois.

### Sparks Nevada, Marshal on Mars
Sparks Nevada est un homme originaire de notre planète, la Terre (ce qu'il ne manque pas de rappeler à chaque occasion) envoyé sur Mars pour assumer la position de marshal, et ainsi protéger la planète rouge contre divers dangers galactiques : robots illégaux, envahisseurs extra-terrestres, scientifiques fous, etc.

Il est assisté dans sa tâche de Croach, dit "Croach the Tracker" (Croach le Pisteur), un Martien qui lui doit une dette depuis que Sparks Nevada a sauvé son village natal. Au cours de leurs aventures, Croach pense effacer sa dette, mais leurs pérégrinations font qu'il doit toujours au Marshal quelque chose.

Sparks Nevada est en général joué par Marc Evan Jackson, tandis que Mark Gagliardi incarne Croach.
D'autres personnages apparaissent régulièrement dans ce segment. Il s'agit de : 

- The Red Plains Rider, une humaine élevée par des Martiens, qui  parcourt les plaines rouges de Mars (d'où son nom) pour protéger ses habitants. Elle est jouée par Busy Philipps.

- Cactoid Jim, "King of the Martian Frontier" (roi des frontières de Mars), un homme très beau, foncièrement bon et héroïque, qui ne veut que protéger et satisfaire tout le monde. Il est joué par Nathan Fillion, et dispose de quelques épisodes solos. 

- Rebecca Rose Rushmore, une romancière terrienne très populaire, qui a écrit de nombreuses aventures se passant dans l'espace. Lassée de sa popularité, elle est venue sur Mars afin de vivre les aventures qu'elle décrivait auparavant. Elle est jouée par Linda Cardellini.

- Le barman du Saloon de l'Espace, incarné par Joshua Malina, il veut juste que personne ne créée d'ennuis dans son bar.

- Pemily Stallwark, grande gagnante du Punishment Soccer de la Lune (un sport semblable au football, mais extrêmement brutal, dont la principale règle est que le survivant gagne), jouée par Molly Quinn.

### Beyond Belief
Paul F. Tompkins et Paget Brewster incarnent Frank et Sadie Doyle, un couple de mediums appartenant à la haute société new-yorkaise. Ils parlent très vite et boivent quasiment tout le temps ; et même s'ils préféreraient passer le reste de leur vie dans leur magnifique appartement l'un avec l'autre (plus un verre de Martini), ils sont régulièrement appelés à résoudre des mystères surnaturels.

Contrairement à Sparks Nevada, Marshal on Mars, le segment Beyond Belief n'est pas très sérialisé. Certains personnages réapparaissent - qu'ils soient amis ou ennemis -, mais le mystère de l'épisode est résolu avant la fin.

### Amelia Earhart, Fearless Flier
Autumn Reeser incarne la célèbre pilote Amelia Earhart, qui n'est pas morte dans le Triangle des Bermudes, mais a secrètement été engagée pour combattre les Nazis à travers les époques, puisque les Nazis maîtrisent le voyage temporel.

### Autres segments
D'autres segments apparaissent dans les représentations. Certains se continuent encore aujourd'hui, d'autres ne comptent qu'un ou deux épisodes.

Les plus populaires sont les aventures de Captain Laserbeam (un super-héros défait de supers-vilains), et les aventures extra-temporelles du Colonel Tick-Tock (un gentleman est employé par la Reine Victoria pour réparer les erreurs dans la fabrique du Temps).

On peut en citer d'autres :

- Down in Moonshine Holler : un conte de fées à l'époque de la Dépression dans lequel un millionnaire devient vagabond afin de retrouver sa Princesse des Vagabonds.

- Jefferson Reid, Ace American : un soldat très patriotique ainsi que ses amis combattent les Nazis pendant la Seconde Guerre Mondiale.

- Jumbo l'Elephant : un éléphant cubain qui joue dans un groupe de jazz animalier réussit à sauver les vacances de Pâques et de Noël.

- Tales from the Black Lagoon : l'acteur qui jouait la Créature dans le film homonyme est accusé de meurtre, dans le Hollywood des années 1950.

- Tales of the United Solar System Alliance : un commandant d'un vaisseau spatial (qui navigue dans le même univers que celui de Sparks Nevada) tente de discipliner son équipage, composé de sa famille.

### Sponsors
Les segments sont entrecoupés de publicités pour des sponsors imaginaires, comme :

- Patriot Brand Cigarettes, une marque imaginaire de cigarettes destiné aux hommes élégants et raffinés.

- Café WorkJuice, le café le plus caféiné qu'on puisse trouver dans le commerce. Cette marque est souvent présentée par le "Roi du Café", Paul F. Tompkins, qui porte alors une couronne.

## Podcast
The Thrilling Adventure Hour a commencé à être radio-diffusé en podcast en janvier 2011. La même année, ce podcast a été déplacé et fait maintenant partie des podcasts diffusés par Nerdist Industries (en).

Chaque représentation est découpée selon les trois segments : ce sont ces segments qui sont ensuite diffusés individuellement.
Certains podcasts sont en fait des bonus : un making-off ("Behind the Scenes at TAH", qui comprend 6 épisodes), des panels enregistrés aux différents événements auxquels The Thrilling Adventure Hour est invité, des Q&A (animés par Paul F. Tompkins et Marc Evan Jackson).

Les épisodes sont disponibles sur Nerdist, ou sur iTunes.

## Autres produits
En novembre 2012, Acker & Blacker ont lancé un projet à financement participatif avec pour titre "Thrilling Adventure Hour : The Graphic Novel... And Beyond!"

Il s'agissait de financer une bande dessinée, d'abord, puis une web-série pour présenter les coulisses du spectacle. Ben Acker espérait aussi financer un concert filmé, afin de permettre "à tous les gens qui ne peuvent pas venir au spectacle de voir enfin comment ça se passe en direct.". La somme demandée a été largement atteinte, et ces 3 projets verront donc le jour.
La bande dessinée de 136 pages est désormais en vente : elle comprend 10 histoires originales s'insérant dans le monde de The Thrilling Adventure Hour.
Le 22 mai 2014 est sorti le premier épisode d'une web-série documentaire destinée à montrer les coulisses des représentations.

## Acteurs et intervenants

### WorkJuice Players
Les WorkJuice Players sont des acteurs réguliers dans les segments de The Thrilling Adventure Hour. Ce sont :
| - Paget Brewster - Craig Cackowski - John DiMaggio | - John Ennis - Mark Gagliardi - Marc Evan Jackson | - Hal Lublin - Samm Levine - Joshua Malina | - Busy Philipps - Autumn Reeser - Annie Savage | - Jenny Wade - Paul F. Tompkins - James Urbaniak |

### Guest-stars
De nombreux acteurs et actrices (de séries télévisées notamment, comme Buffy contre les vampires, Community, Esprits criminels, Psych, The Big Bang Theory, Freaks and Geeks,  Chuck, etc.), mais également des chanteurs, musiciens et comiques ont été invités à incarner des personnages de The Thrilling Adventure Hour. On peut notamment entendre :
| - Amy Acker - Dave (Gruber) Allen - David Anders - Adam Baldwin - Brian Baumgartner - Jim Beaver - Emily Blunt - John Ross Bowie - Alison Brie - Yvette Nicole Brown - Adam Busch - Linda Cardellini - Jeremy Carter - Gordon Clapp - Andrew Daly - Jamie Denbo - Julia Duffy - Nathan Fillion - Dave Foley | - David Fury - Karen Gillan - Dana Gould - Matt Gourley - Clark Gregg - Jon Hamm - Colin Hanks - Chris Hardwick - Neil Patrick Harris - Simon Helberg - Ed Helms - John Hodgman - Michael Hogan - Gillian Jacobs - Justin Kirk - David Koechner - John Krasinski - Nick Kroll - Jerry Lacy | - Juliet Landau - Maggie Lawson - Tom Lenk - Joseph Gordon-Levitt - Zachary Levi - Riki Lindhome - Donal Logue - Yuri Lowenthal - Wendie Malick - Aimee Mann - Joe Mantegna - Mark McConville - Bruce McCulloch - Kate Micucci - Danica McKellar - Natalie Morales - Nick Offerman - Timothy Omundson - Patton Oswalt | - Mike Phirman - Aubrey Plaza - Danny Pudi - Molly Quinn - Andy Richter - Jason Ritter - Britt Robertson - Paul Scheer - JK Simmons - Brian Stack - Martin Starr - Danny Strong - Sarah Thyre - Jim Turner - Sara Watkins - Sean Watkins - Reggie Watts - Tom Wilson - Shannon Woodward |

## Liens
- Site officiel : http://thrillingadventurehour.com/
- Blog des WorkJuice Players : http://workjuice.tumblr.com/
- Chaîne podcast de Nerdist : http://www.nerdist.com/podcast_channel/thrilling-adventure-hour-channel/
- Article du Daily Dot (en anglais ) : A Fandom's Guide to The Thrilling Adventure Hour : http://www.dailydot.com/fandom/thrilling-adventure-hour-radio-podcast-guide/
- Présentation du spectacle par le site Daily Mars (en français) + interview de Ben Acker : http://www.dailymars.net/the-thrilling-adventure-hour/